# Classifica a punti (Tour de France)

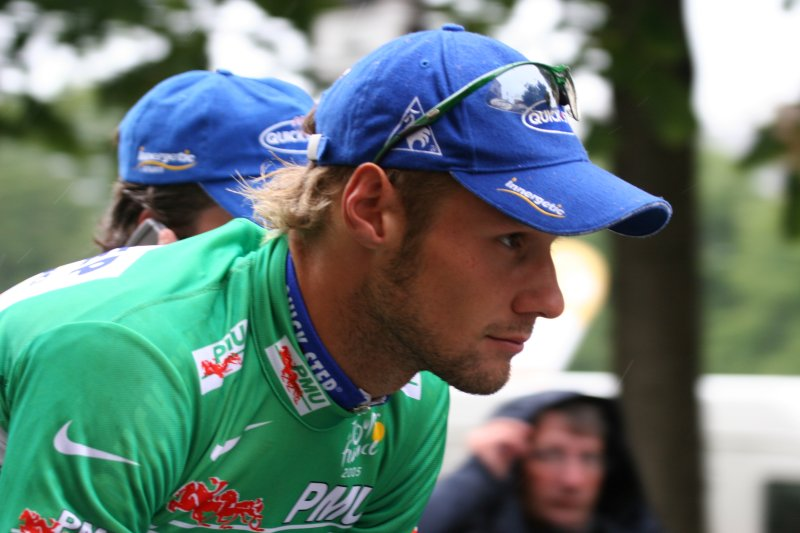
Tom Boonen indossa la maglia verde al Tour de France 2005

La classifica a punti del Tour de France è una delle classifiche accessorie della corsa a tappe francese, istituita nel 1953. Consiste in una graduatoria determinata dai punti ottenuti da ciascun corridore grazie ai piazzamenti sul traguardo finale ed in quelli intermedi. Il leader della classifica indossa la maglia verde. Il colore verde fu scelto per distinguerla dalla maglia gialla e perché il primo sponsor fu un marchio di tosaerba.

## Storia
Dopo lo scandalo suscitato dagli eventi del Tour de France 1904, le regole dell'edizione successiva furono modificate. Il vincitore finale del Tour non fu più determinato con una classifica a tempi, ma con un sistema a punti. I ciclisti ricevevano dei punti in funzione alla posizione al termine di ogni tappa e il ciclista con il numero minore di punti era il leader della corsa. Dal Tour de France 1912 il sistema fu nuovamente modificato, ritornando alla classifica a tempi tuttora in uso.
In occasione del Tour de France 1953, per celebrare il cinquantesimo anniversario della corsa, la classifica a punti fu reintrodotta, ma come classifica annessa.

## Punteggi
Fino al 2010 l'assegnazione dei punti segue questo sistema:
|  |                         | 1º | 2º | 3º | 4º | 5º | 6º | 7º | 8º | 9º | 10º | 11º | 12º | 13º | 14º | 15º | 16º | 17º | 18º | 19º | 20º | 21º | 22º | 23º | 24º | 25º |
|  | ----------------------- | -- | -- | -- | -- | -- | -- | -- | -- | -- | --- | --- | --- | --- | --- | --- | --- | --- | --- | --- | --- | --- | --- | --- | --- | --- |
|  | tappe di pianura        | 35 | 30 | 26 | 24 | 22 | 20 | 19 | 18 | 17 | 16  | 15  | 14  | 13  | 12  | 11  | 10  | 9   | 8   | 7   | 6   | 5   | 4   | 3   | 2   | 1   |
|  | tappe di media montagna | 25 | 22 | 20 | 18 | 16 | 15 | 14 | 13 | 12 | 11  | 10  | 9   | 8   | 7   | 6   | 5   | 4   | 3   | 2   | 1   |     |     |     |     |     |
|  | tappe di alta montagna  | 20 | 17 | 15 | 13 | 12 | 10 | 9  | 8  | 7  | 6   | 5   | 4   | 3   | 2   | 1   |     |     |     |     |     |     |     |     |     |     |
|  | prologo/cronometro      | 15 | 12 | 10 | 8  | 6  | 5  | 4  | 3  | 2  | 1   |     |     |     |     |     |     |     |     |     |     |     |     |     |     |     |
|  | sprint intermedio       | 6  | 4  | 2  |    |    |    |    |    |    |     |     |     |     |     |     |     |     |     |     |     |     |     |     |     |     |

Dal 2011 invece l'assegnazione dei punti segue questo sistema:
|  |                         | 1º | 2º | 3º | 4º | 5º | 6º | 7º | 8º | 9º | 10º | 11º | 12º | 13º | 14º | 15º |
|  | ----------------------- | -- | -- | -- | -- | -- | -- | -- | -- | -- | --- | --- | --- | --- | --- | --- |
|  | tappe di pianura        | 50 | 30 | 20 | 18 | 16 | 14 | 12 | 10 | 8  | 7   | 6   | 5   | 4   | 3   | 2   |
|  | tappe di media montagna | 30 | 25 | 22 | 19 | 17 | 15 | 13 | 11 | 9  | 7   | 6   | 5   | 4   | 3   | 2   |
|  | tappe di alta montagna  | 20 | 17 | 15 | 13 | 11 | 10 | 9  | 8  | 7  | 6   | 5   | 4   | 3   | 2   | 1   |
|  | prologo/cronometro      | 20 | 17 | 15 | 13 | 11 | 10 | 9  | 8  | 7  | 6   | 5   | 4   | 3   | 2   | 1   |
|  | sprint intermedio       | 20 | 17 | 15 | 13 | 11 | 10 | 9  | 8  | 7  | 6   | 5   | 4   | 3   | 2   | 1   |

## Albo d'oro
| Anno | Corridore              | Squadra                | Punti | Altre classifiche               |
| ---- | ---------------------- | ---------------------- | ----- | ------------------------------- |
| 1953 | Fritz Schär            | Svizzera               | 271   | -                               |
| 1954 | Ferdi Kübler           | Svizzera               | 215,5 | -                               |
| 1955 | Stan Ockers            | Belgio                 | 322   | -                               |
| 1956 | Stan Ockers            | Belgio                 | 280   | -                               |
| 1957 | Jean Forestier         | Francia                | 301   | -                               |
| 1958 | Jean Graczyk           | Francia                | 347   | -                               |
| 1959 | André Darrigade        | Francia                | 613   | -                               |
| 1960 | Jean Graczyk           | Francia                | 74    | Combattività                    |
| 1961 | André Darrigade        | Francia                | 174   | -                               |
| 1962 | Rudi Altig             | Saint-Raphaël-Helyett  | 173   | -                               |
| 1963 | Rik Van Looy           | G.B.C.-Libertas        | 275   | Combattività                    |
| 1964 | Jan Janssen            | Pelforth-Sauvage       | 208   | -                               |
| 1965 | Jan Janssen            | Pelforth-Sauvage       | 144   | -                               |
| 1966 | Willy Planckaert       | Romeo-Smith's          | 211   | -                               |
| 1967 | Jan Janssen            | Paesi Bassi            | 154   | -                               |
| 1968 | Franco Bitossi         | Italia                 | 241   | -                               |
| 1969 | Eddy Merckx            | Faema                  | 244   | Generale Scalatori Combattività |
| 1970 | Walter Godefroot       | Salvarani              | 212   | -                               |
| 1971 | Eddy Merckx            | Molteni                | 202   | Generale                        |
| 1972 | Eddy Merckx            | Molteni                | 196   | Generale                        |
| 1973 | Herman Van Springel    | Rokado-De Gribaldy     | 187   | -                               |
| 1974 | Patrick Sercu          | Brooklyn               | 283   | -                               |
| 1975 | Rik Van Linden         | Bianchi-Campagnolo     | 342   | -                               |
| 1976 | Freddy Maertens        | Velda-Flandria         | 293   | -                               |
| 1977 | Jacques Esclassan      | Peugeot-Esso-Michelin  | 236   | -                               |
| 1978 | Freddy Maertens        | Velda-Lano-Flandria    | 242   | -                               |
| 1979 | Bernard Hinault        | Renault-Gitane         | 253   | Generale                        |
| 1980 | Rudy Pevenage          | Ijsboerke-Warncke Eis  | 194   | -                               |
| 1981 | Freddy Maertens        | Boule d'Or-Sunair      | 428   | -                               |
| 1982 | Sean Kelly             | Sem-France Loire       | 429   | -                               |
| 1983 | Sean Kelly             | Sem-France Loire       | 360   | -                               |
| 1984 | Frank Hoste            | Europ Decor-Boule d'Or | 322   | -                               |
| 1985 | Sean Kelly             | Skil-Sem               | 434   | -                               |
| 1986 | Eric Vanderaerden      | Panasonic              | 277   | -                               |
| 1987 | Jean-Paul van Poppel   | Superconfex-Yoko       | 263   | -                               |
| 1988 | Eddy Planckaert        | ADR-Mini Flat-Enerday  | 278   | -                               |
| 1989 | Sean Kelly             | PDM                    | 277   | -                               |
| 1990 | Olaf Ludwig            | Panasonic              | 256   | -                               |
| 1991 | Džamolidin Abdužaparov | Carrera Jeans          | 316   | -                               |
| 1992 | Laurent Jalabert       | ONCE                   | 293   | -                               |
| 1993 | Džamolidin Abdužaparov | Lampre-Polti           | 298   | -                               |
| 1994 | Džamolidin Abdužaparov | Team Polti             | 322   | -                               |
| 1995 | Laurent Jalabert       | ONCE                   | 333   | -                               |
| 1996 | Erik Zabel             | Deutsche Telekom       | 335   | -                               |
| 1997 | Erik Zabel             | Deutsche Telekom       | 350   | -                               |
| 1998 | Erik Zabel             | Deutsche Telekom       | 327   | -                               |
| 1999 | Erik Zabel             | Deutsche Telekom       | 323   | -                               |
| 2000 | Erik Zabel             | Deutsche Telekom       | 321   | -                               |
| 2001 | Erik Zabel             | Deutsche Telekom       | 252   | -                               |
| 2002 | Robbie McEwen          | Lotto-Adecco           | 280   | -                               |
| 2003 | Baden Cooke            | Française des Jeux     | 216   | -                               |
| 2004 | Robbie McEwen          | Lotto-Domo             | 272   | -                               |
| 2005 | Thor Hushovd           | Crédit Agricole        | 194   | -                               |
| 2006 | Robbie McEwen          | Davitamon-Lotto        | 288   | -                               |
| 2007 | Tom Boonen             | Quick Step-Innergetic  | 256   | -                               |
| 2008 | Óscar Freire           | Rabobank               | 270   | -                               |
| 2009 | Thor Hushovd           | Cervélo TestTeam       | 255   | -                               |
| 2010 | Alessandro Petacchi    | Lampre-Farnese Vini    | 243   | -                               |
| 2011 | Mark Cavendish         | HTC-Highroad           | 334   | -                               |
| 2012 | Peter Sagan            | Liquigas-Cannondale    | 421   | -                               |
| 2013 | Peter Sagan            | Cannondale Pro Cycling | 409   | -                               |
| 2014 | Peter Sagan            | Cannondale             | 431   | -                               |
| 2015 | Peter Sagan            | Tinkoff-Saxo           | 432   | -                               |
| 2016 | Peter Sagan            | Tinkoff                | 470   | Combattività                    |
| 2017 | Michael Matthews       | Team Sunweb            | 370   | -                               |
| 2018 | Peter Sagan            | Bora-Hansgrohe         | 477   | -                               |
| 2019 | Peter Sagan            | Bora-Hansgrohe         | 316   | -                               |
| 2020 | Sam Bennett            | Deceuninck-Quick Step  | 380   | -                               |
| 2021 | Mark Cavendish         | Deceuninck-Quick Step  | 337   | -                               |
| 2022 | Wout Van Aert          | Jumbo-Visma            | 480   | Combattività                    |
| 2023 | Jasper Philipsen       | Alpecin-Deceuninck     | 377   | -                               |
| 2024 | Biniam Girmay          | Intermarché-Wanty      | 387   | -                               |
| 2025 | Jonathan Milan         | Lidl-Trek              | 372   | -                               |